# Botanophila pulvinata
Botanophila pulvinata är en tvåvingeart som först beskrevs av Willi Hennig 1970.  Botanophila pulvinata ingår i släktet Botanophila och familjen blomsterflugor. Inga underarter finns listade i Catalogue of Life. Utbredningsområdet finns i Kirgizistan och Kina.